# Lilium speciosum

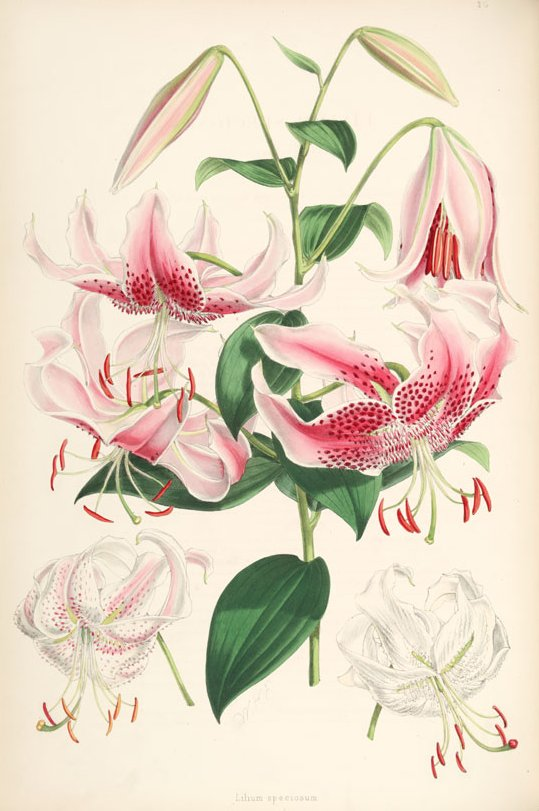
Lilium speciosum litogravura de Walter Hood Fitch.

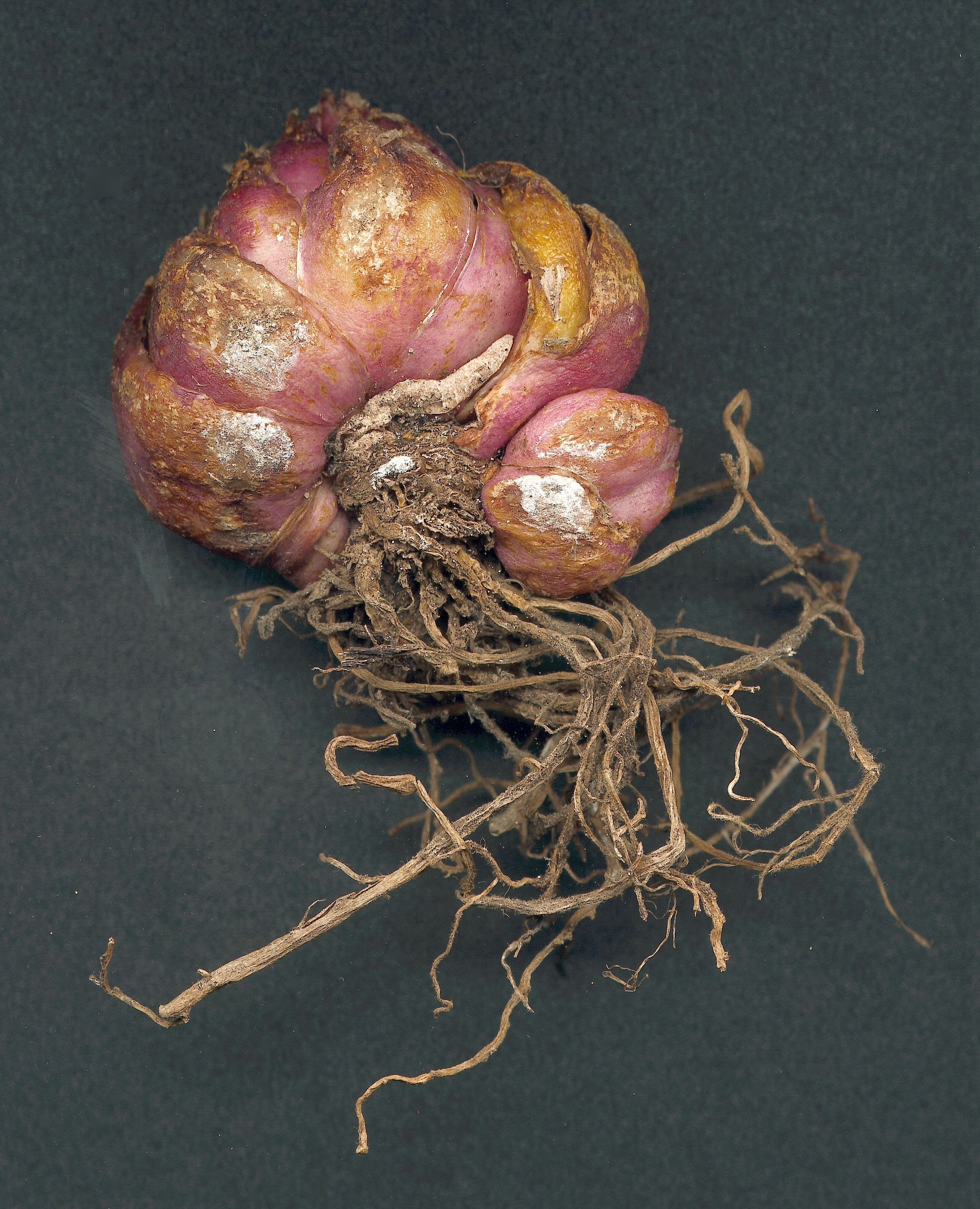
Bulbo do Lilium speciosum.

Lilium speciosum (em chinês:美丽百合) é uma espécie de planta com flor, pertencente à família Liliaceae.
O lírio é nativo das ilhas de Kyushu e Shikokun no Japão, da República Popular da China e da República da China. A planta é encontrada nas florestas em áreas com elevada umidade.

## Variedades
- L. speciosum var. album
- L. speciosum var. album novum
- L. speciosum var. gloriosoides
- L. speciosum var. kraetzeri
- L. speciosum var. rubrum
- L. speciosum var. clivorum